# رنتیاپریل
رنتیاپریل (به انگلیسی: Rentiapril) با فرمول شیمیایی C۱۳H۱۵NO۴S۲ یک دارو از گروه بازدارنده‌های آنزیم مبدل آنژیوتانسین با شناسه پاب‌کم ۷۱۲۴۴ است. که جرم مولی آن ۳۱۳٫۳۹۲۵ g/mol می‌باشد. 